# Vermiliopsis glacialis
Vermiliopsis glacialis är en ringmaskart som beskrevs av Monro 1939. Vermiliopsis glacialis ingår i släktet Vermiliopsis och familjen Serpulidae. Inga underarter finns listade i Catalogue of Life.